# Vicoforte
Vicoforte är en ort och kommun i provinsen Cuneo i regionen Piemonte i Italien. Kommunen hade 3 123 invånare (2018).